# Mont Saint Helena
Pour les articles homonymes, voir Saint Helena (homonymie).
Ne doit pas être confondu avec mont Saint Helens.
Le mont Saint Helena est un sommet de la chaîne des monts Mayacamas, situé à l'intersection des comtés de Napa, Sonoma et Lake, en Californie. Composé de roches volcaniques remontant à 2,4 millions d'années du champ volcanique de Clear Lake, c'est l'une des rares montagnes de la région urbaine de San Francisco au sommet enneigé chaque hiver.
La montagne comprend cinq sommets, formant grossièrement un « M ». Le second sommet le plus élevé, à l'est immédiat du sommet principal, est le point le plus haut du comté de Napa.
Le mont Saint Helena fut au départ baptisé mont Mayacamas, mais son nom fut changé à la suite d'une expédition russe qui gravit la montagne en 1841 et y laissa une plaque de cuivre au sommet, documentant la date de leur visite. La plaque mentionne également le nom de la princesse Hélène de Gagarine, l'épouse du comte Alexander Rotchev, l'officier commandant alors Fort Ross.
Robert Louis Stevenson et sa femme Fanny Van de Grift-Osbourne passèrent leur voyage de noces l'été de 1880 dans un camp minier abandonné sur le mont Saint Helena. Son livre Les Squatters de Silverado, basé sur son journal de l'époque, relate leur expérience.
Le sommet de mont Saint Helena est accessible par des sentiers débutant dans le parc d'État Robert Louis Stevenson.
La localité de Saint Helena, dans le comté de Napa, a été nommée d'après la montagne, ainsi que le domaine viticole Chateau Montelena de Calistoga.
La Napa River prend sa source sur le flanc sud-est de la montagne.